# 马尔拜 (北部省)
马尔拜（法語：Marbaix，法語發音：[maʁbɛ]）是法国上法蘭西大區北部省的一个市镇，属于埃尔普河畔阿韦讷区。

## 地理
马尔拜（50°7'41"N, 3°50'29"E）面积6.62 平方千米，位于法国上法蘭西大區北部省，该省份为法国最北部的省份及最长的省份，西北濒北海，西接加来海峡省，南至埃纳省和索姆省，东与比利时接壤。
与马尔拜接壤的市镇（或旧市镇、城区）包括：埃尔普河畔栋皮埃尔、蒂耶拉什地区泰尼耶尔、格朗德费、珀蒂费。

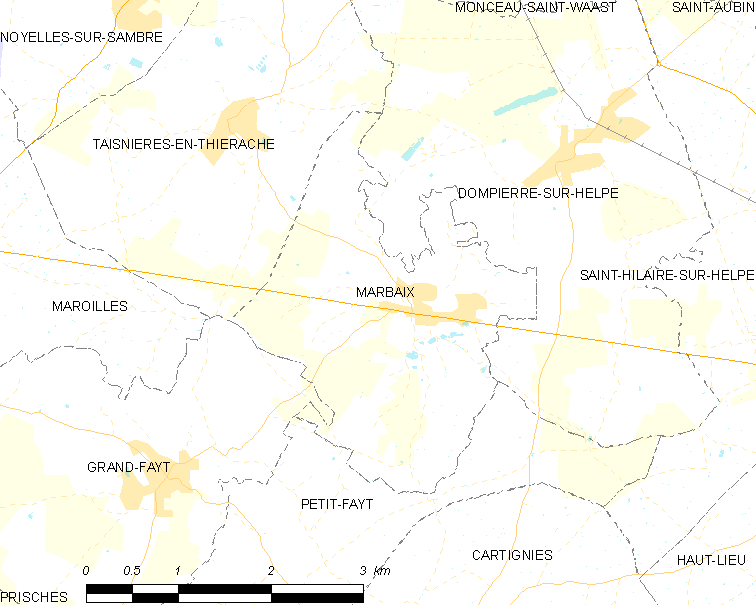
的OSM定位图

马尔拜的时区为UTC+01:00、UTC+02:00（夏令时）。

## 行政
马尔拜的邮政编码为59440，INSEE市镇编码为59374。

## 政治
马尔拜所属的省级选区为埃尔普河畔阿韦讷县。

## 人口

1962-2008年间人口变化图示

马尔拜于2022年1月1日时的人口数量为468人。